# Højbjerg Sogn
 Ikke at forveksle med Skåde Sogn.
 For alternative betydninger, se Højbjerg.
Højbjerg Sogn var et sogn i Viborg Østre Provsti (Viborg Stift).
I 1800-tallet var Elsborg Sogn anneks til Højbjerg Sogn. Begge sogne hørte til Lysgård Herred i Viborg Amt. Højbjerg-Elsborg sognekommune blev ved kommunalreformen i 1970 indlemmet i Bjerringbro Kommune, som ved strukturreformen i 2007 indgik i Viborg Kommune.
I Højbjerg Sogn ligger Højbjerg Kirke.
1.	december 2024 indgik sognet i Højbjerg-Elsborg Sogn
I sognet findes følgende autoriserede stednavne:
- Gammel Tange (bebyggelse)
- Høbjerg (bebyggelse, ejerlav)
- Høbjerg Mark (bebyggelse)
- Høbjerg Sandmark (bebyggelse)
- Palstrup (ejerlav, landbrugsejendom)
- Tange (bebyggelse, ejerlav)
- Tange Nørrehede (bebyggelse)
- Træholt (bebyggelse)
- Vodskov (areal)

Ikke-autoriseret stednavn:
- Ravnholt (gård, her boede folketingsmand A.K. Slot fra 1877 til 1918)

Gudenaacentralen ved dæmningen for enden af den opstemmede Tange Sø åbnede 8. januar 1921 og er Danmarks største vandkraftværk.